# NGC 207
NGC 207 è una galassia a spirale situata nella costellazione della Balena a una distanza di circa 175 milioni di anni luce dal sistema solare.

## Descrizione
La galassia presenta una larga riga a 21 cm dell'idrogeno neutro.
Sono inoltre presenti regioni di idrogeno ionizzato.

## Scoperta
NGC 207 è stata scoperta il 7 dicembre 1857 dall'astronomo irlandese R. J. Mitchell.

## Supernova
Nel 2005, all'interno della galassia, è stata scoperta da parte di J. Graham e W. Li, nel corso del programma congiunto LOSS/KAIT (Lick Observatory Supernova Search dell'osservatorio Lick e The Katzman Automatic Imaging Telescope dell'Università della California - Berkeley), una supernova di tipo Ic che ha ricevuto la denominazione SN 2005ct.